# A Paradanta
A Paradanta és una comarca sud-occidental de Pontevedra (Galícia), que limita amb la comarca de Vigo al nord, amb O Ribeiro al nord-est, O Condado a l'oest, i amb la Terra de Celanova a l'est. Està formada pels municipis d'Arbo, A Cañiza (capital de la comarca), Covelo i Crecente.